# Pseudozizeeria saishutonia
Pseudozizeeria saishutonia är en fjärilsart som beskrevs av Matsumura 1927. Pseudozizeeria saishutonia ingår i släktet Pseudozizeeria och familjen juvelvingar. Inga underarter finns listade.